# Keep in Touch (film)
 (juillet 2025).
Pour plus de détails, voir Fiche technique et Distribution.
Keep in Touch est un film français réalisé en 1987 par Jean-Claude Rousseau et sorti en 2001.

## Fiche technique
- Titre : Keep in Touch
- Réalisation : Jean-Claude Rousseau
- Scénario : Jean-Claude Rousseau
- Photographie, son, montage : Jean-Claude Rousseau
- Production : Jean-Claude Rousseau
- Pays de  production :  France
- Durée : 25 minutes
- Dates de sortie : France - novembre 2001 (Festival de Belfort)

## Distinctions

### Récompense
- Grand prix du court métrage au Festival du film de Belfort - Entrevues 2001[1]

### Sélections
(Source : unifrance.org)
- Mostra de Venise 2001 (« Hommage à Jean-Claude Rousseau »)
- Festival international du film de Locarno 2002